# VIVO (写真)
VIVO（ヴィヴォ）とは、1959年7月から1961年6月まで存在した写真に関するセルフ・エイジェンシー・写真家集団。そのメンバーは、川田喜久治、佐藤明、丹野章、東松照明、奈良原一高、細江英公であった。
1957年に開催された第1回『10人の眼』展（写真評論家・福島辰夫による企画。東京の小西六フォトギャラリーにて開催）を契機として結成された。当時土門拳を中心として極めて強い勢力を誇っていた、いわゆる「リアリズム写真運動」に対抗して、新たな日本の現代写真（特に「私的」な写真表現、「主観的」な写真表現、写真家が見えるような写真表現）を指向したグループである。とともに、マグナム・フォトと同様に、写真家自身が自分たちの写真作品の使用をコントロールできる（セルフ・エイジェント）ようにしようと行動した。すなわち、単なる「写真家のグループ」ではない。
存続は2年間という短い期間であったが、その存在には大いに意義があり、6人のメンバーはその後も大きく飛躍していった。ただし、日本の写真界一般への影響という意味では、あまり大きなものがなかったという評価もあり、確かに、その後、同種のセルフ・エイジェンシーが乱立したということもなければ、そもそも名をなしたセルフ・エイジェンシーが続くことすらなかった。
事務所・暗室をメンバーの佐藤明のスタジオであった東京の銀座に構えた。
なお、グループ名の「VIVO」とはエスペラント語で「生命」の意味であるという。

## 関連する展覧会
- VIVO展、2007年6月12日（火）～7月31日（火）、写大ギャラリー（東京工芸大学中野キャンパス内）：写大ギャラリーによる展覧会紹介